# Campionat d'Europa d'atletisme en pista coberta de 1975
El Campionat d'Europa d'atletisme en pista coberta de 1975 fou la sisena edició del Campionat d'Europa d'atletisme en pista coberta. La competició es digué a terme a la ciutat de Katowice (Polònia) entre els dies 8 i 9 de març de 1975 sota l'organització de l'Associació Europea d'Atletisme (AEA) i la Federació Polonesa d'atletisme.
La competició es dugué a terme al complex Spodek de la ciutat de Katowice. La pista tingué una llargada de 160 metres.

## Participants
Hi participaren un total de 270 atletes de 24 nacions diferents:
- Àustria (1)
- Bèlgica (9)
- Bulgària (19)
- Dinamarca (2)
- Espanya (7)
- Finlàndia (9)
- França (20)
- Grècia (6)
- Hongria (5)
- Itàlia (7)
- Iugoslàvia (1)
- Luxemburg (1)
- Noruega (3)
- Països Baixos (4)
- Polònia (40)
- Regne Unit (8)
- RDA (18)
- RFA (25)
- Romania (8)
- Suècia (6)
- Suïssa (3)
- Turquia (4)
- Txecoslovàquia (21)
- Unió Soviètica (43)

## Resutats

### Categoria masculina
| Event                        | Or                                                                  | Or           | Plata                                                                                | Plata        | Bronze                                                                     | Bronze       |
| 60 metres llisos detalls     | Valeri Borzov (URS)                                                 | 6 s 59       | Aleksandr Aksinin (URS)                                                              | 6 s 67       | Zenon Licznerski (BUL)                                                     | 6 s 74       |
| 400 metres llisos detalls    | Hermann Köhler (RFA)                                                | 48 s 76      | Josip Alebić (YUG)                                                                   | 49s 04       | Semyon Kocher (URS)                                                        | 49 s 33      |
| 800 metres llisos detalls    | Gerhard Stolle (RDA)                                                | 1 min 49 s 8 | Ivo Van Damme (BEL)                                                                  | 1 min 50 s 1 | Vladimir Ponomaryov (URS)                                                  | 1 min 50 s 2 |
| 1500 metres llisos detalls   | Thomas Wessinghage (RFA)                                            | 3 min 44 s 6 | Pyotr Anisim (URS)                                                                   | 3 min 45 s 4 | Gheorghe Ghipu (ROM)                                                       | 3 min 45 s 4 |
| 3000 metres llisos detalls   | Ian Stewart (GBR)                                                   | 7 min 58 s 6 | Pekka Päivärinta (FIN)                                                               | 7 min 58 s 6 | Boris Kuznetsov (URS)                                                      | 8 min 01 s 2 |
| 60 metres tanques detalls    | Leszek Wodzyński (POL)                                              | 7 s 69       | Frank Siebeck (RDA)                                                                  | 7 s 69       | Eduard Pereverzev (URS)                                                    | 7 s 74       |
| relleus 4x320 metres detalls | RFA Klaus Ehl · Franz-Peter Hofmeister · Karl Honz · Hermann Köhler | 2 min 29 s 9 | Polònia Wiesław Pucholski · Roman Siedlecki · Jerzy Włodarczyk · Wojciech Romanowski | 2 min 31 s 4 | Bulgària Krassimir Gutev · Narzis Popov · Yordan Yordanov · Yanko Bratanov | 2 min 32 s 1 |
| Salt d'alçada detalls        | Vladimír Malý (TCH)                                                 | 2,21 m       | Endre Kelemen (HUN)                                                                  | 2,19 m       | Rune Almén (SWE)                                                           | 2,19 m       |
| Salt amb perxa detalls       | Antti Kalliomäki (FIN)                                              | 5,35 m       | Wojciech Buciarski (POL)                                                             | 5,30 m       | Władysław Kozakiewicz (POL)                                                | 5,30 m       |
| Salt de llargada detalls     | Jacques Rousseau (FRA)                                              | 7,94 m       | Hans-Jürgen Berger (RFA)                                                             | 7,87 m       | Zbigniew Beta (POL)                                                        | 7,82 m       |
| Triple salt detalls          | Viktor Saneïev (URS)                                                | 17,01 m      | Michał Joachimowski (POL)                                                            | 16,90 m      | Gennadiy Besonov (URS)                                                     | 16,78 m      |
| Llançament de pes detalls    | Valcho Stoev (BUL)                                                  | 20,19 m      | Geoff Capes (GBR)                                                                    | 19,98 m      | Valeriy Voykin (URS)                                                       | 19,44 m      |

### Categoria femenina
| Event                        | Or                                                                                     | Or           | Plata                                                               | Plata        | Bronze                                                                            | Bronze       |
| 60 metres llisos detalls     | Andrea Lynch (GBR)                                                                     | 7 s 17       | Monika Meyer (RDA)                                                  | 7 s 24       | Irena Szewińska (POL)                                                             | 7 s 26       |
| 400 metres llisos detalls    | Verona Elder (GBR)                                                                     | 52 s 68      | Nadezhda Ilyina (URS)                                               | 53 s 21      | Inta Kļimoviča (URS)                                                              | 53 s 91      |
| 800 metres llisos detalls    | Anita Barkusky (RDA)                                                                   | 2 min 05 s 6 | Sarmita Stûla (URS)                                                 | 2 min 06 s 2 | Rositsa Pekhlivanova (BUL)                                                        | 2 min 06 s 3 |
| 1500 metres llisos detalls   | Natalia Mărăşescu (ROM)                                                                | 4 min 14 s 7 | Tatyana Kazankina (URS)                                             | 4 min 14 s 8 | Ellen Wellmann (RFA)                                                              | 4 min 16 s 2 |
| 60 metres tanques detalls    | Grażyna Rabsztyn (POL)                                                                 | 8 s 04       | Annelie Ehrhardt (RDA)                                              | 8 s 12       | Tatyana Anisimova (URS)                                                           | 8 s 21       |
| relleus 4x320 metres detalls | Unió Soviètica Inta Kļimoviča · Ingrida Barkane · Liudmila Aksionova · Nadezhda Ilyina | 2 min 46 s 1 | RFA Elke Barth · Brigitte Koczelnik · Silvia Hoffmann · Rita Wilden | 2 min 47 s 3 | Polònia Zofia Zwolińska · Genowefa Nowaczyk · Krystyna Kacperczyk · Danuta Piecyk | 2 min 49 s 6 |
| Salt d'alçada detalls        | Rosemarie Ackermann (RDA)                                                              | 1,92 m       | Marie-Christine Debourse (FRA)                                      | 1,83 m       | Annemieke Bouma (NED)                                                             | 1,80 m       |
| Salt de llargada detalls     | Dorina Catineanu (ROM)                                                                 | 6,31 m       | Lidiya Alfeyeva (URS)                                               | 6,29 m       | Meta Antenen (SUI)                                                                | 6,28 m       |
| Llançament de pes detalls    | Marianne Adam (RDA)                                                                    | 20,05 m      | Helena Fibingerová (TCH)                                            | 19,97 m      | Ivanka Khristova (BUL)                                                            | 19,35 m      |

## Medaller
| Núm. | País           | Or | Argent | Bronze | Total |
| ---- | -------------- | -- | ------ | ------ | ----- |
| 1    | RDA            | 4  | 3      | 0      | 7     |
| 2    | Unió Soviètica | 3  | 6      | 8      | 17    |
| 3    | RFA            | 3  | 2      | 1      | 6     |
| 4    | Regne Unit     | 3  | 1      | 0      | 4     |
| 5    | Polònia        | 2  | 3      | 5      | 10    |
| 6    | Romania        | 2  | 0      | 1      | 3     |
| 7    | Finlàndia      | 1  | 1      | 0      | 2     |
| 7    | França         | 1  | 1      | 0      | 2     |
| 7    | Txecoslovàquia | 1  | 1      | 0      | 2     |
| 10   | Bulgària       | 1  | 0      | 3      | 4     |
| 11   | Bèlgica        | 0  | 1      | 0      | 1     |
| 11   | Hongria        | 0  | 1      | 0      | 1     |
| 11   | Iugoslàvia     | 0  | 1      | 0      | 1     |
| 14   | Països Baixos  | 0  | 0      | 1      | 1     |
| 14   | Suècia         | 0  | 0      | 1      | 1     |
| 14   | Suïssa         | 0  | 0      | 1      | 1     |
|      | TOTAL          | 21 | 21     | 21     | 63    |